# Новая Рудня (Смоленская область)
 Но́вая Ру́дня — деревня в Смоленской области России, в Хиславичском районе. Население —178 жителей (2007 год). Расположена в юго-западной части области в 13 км к востоку от Хиславичей, в 13 км к юго-западу от автодороги А141, на берегу речки Духовая.
Входит в состав Череповского сельского поселения.

## История
В прошлом небольшие железнорудные предприятия назывались Руднями. По всей видимости, здесь выплавлялось железо из добываемой болотной руды, откуда и пошло название деревни.
Деревня обозначена на карте 1773 года под названием Рудня.
Также под названием Рудня обозначена на Планах Генерального межевания Смоленской губернии 1780-90 годов.
По Списку населённых мест Смоленской губернии 1859 года село Рославльского уезда Рудня новая. В селе была 1 православная церковь, 52 двора и 550 жителей .
В 1861 году Новая Рудня стала центром Ново-Руднянской волости, просуществовавшей до 1920-х годов. С 1929 образован Ново-Руднянский сельсовет.
На карте РККА 1924,1926 годов обозначена, как деревня Рудня-Новая в ней 146 дворов.
В 2006 году административное управление в Новой Рудне упразднено, деревня вошла в состав Череповского сельского поселения.

## Население
178 человек (2007)

## Известные уроженцы, жители
Тарасенков, Пётр Нилович (1916-1985) — советский историк, специалист в области истории индустриализации на Урале. Доктор исторических наук (1974), профессор (1977).

## Экономика
Средняя школа, сельхозпредприятие «Новая Рудня».

## Достопримечательности
- Памятник неизвестному солдату.
- Памятники археологии:
  - Городище днепро-двинских племён 1-го тысячелетия до н. э. на окраине деревни.
  - Курганная группа на берегу реки Ольховка. Курганы насыпаны кривичами в XI – XIII веках.